# エイシンフラッシュ
エイシンフラッシュ（欧字名:Eishin Flash 香:榮進閃耀、2007年3月27日 - ）は、日本の競走馬・種牡馬。主な勝ち鞍は2010年の東京優駿、2012年の天皇賞（秋）。
端正な顔立ちと漆黒の馬体から漆黒の名優と呼ばれた。
馬名の意味は、冠名＋閃光。

## 戦績

### 2009年
7月12日阪神の新馬戦でデビュー。鞍上は福永祐一。芝1800mで5番人気となり6着だった。一息おいて10月11日の京都の未勝利戦に出走。鞍上は内田博幸へと乗り替わる。2番人気だったが初勝利を飾った。萩ステークスでは再び福永が騎乗するも3着に終わるも、クラシックの登竜門レースと言われるエリカ賞は内田が騎乗し人気に応えて2勝目を挙げた。以後内田が主戦となる。

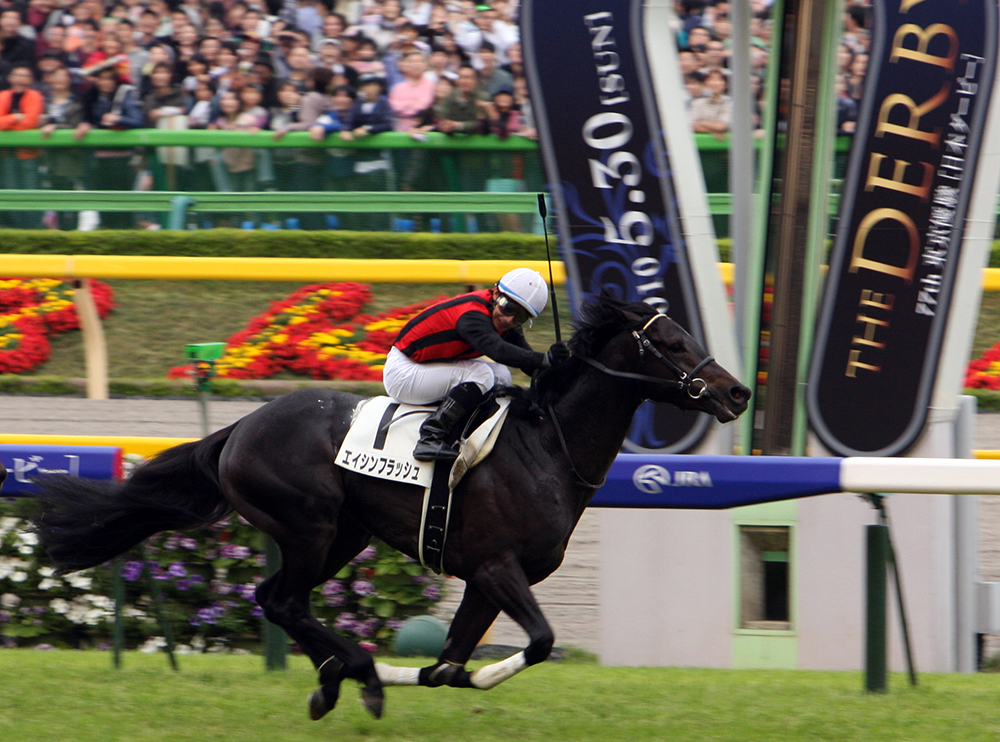
2010年5月30日、東京競馬場にて、第77回東京優駿

### 2010年
京成杯では主戦の内田が9頭落馬事故での負傷のため騎乗ができず、鞍上は横山典弘に乗り替わる。前走エリカ賞を勝利したこともあり1番人気に推され見事に勝利し、重賞初制覇した。この後若葉ステークスを予定していたが鼻肺炎による発熱で回避し、皐月賞に直行となった。そして皐月賞で休み明けを嫌われて11番人気になったが、直線追い込んで3着に入り日本ダービーへの優先出走権は確保した。
5月30日の第77回東京優駿では7番人気での出走となり、前半1000m通過が1分1秒6、1600m通過が1分41秒1の超スローペースの中、中団やや後方を追走。直線でコース中央からダービー史上最速となる上がり3ハロン32.7秒のスピードで馬群を割って抜け出し、ローズキングダムの追撃もしのぎG1初制覇を飾った。騎手の内田博幸、調教師の藤原英昭、馬主の平井豊光の三者ともに東京優駿初制覇となった。
その後一次登録している凱旋門賞への参戦も注目されたが、後に断念し、秋は菊花賞を目指すことになった。そのトライアル競走である神戸新聞杯に出走。ローズキングダムとの叩き合いになるもクビ差の2着に敗れた。神戸新聞杯の後は菊花賞に出走する予定であったが、10月20日に追い切り調教を行った後で歩様が乱れたことから獣医師の診察を受けた結果、筋肉痛の発症が判明し、菊花賞出馬投票当日の10月21日に急遽出走を取り止めた。その後11月28日のジャパンカップでは2番手グループを追走するも直線で伸び切れず8着、有馬記念では出遅れて中団馬群の後方を進んだが伸び切れず7着に敗れた。

### 2011年
4月3日の大阪杯で始動。後方追走から直線で懸命に猛追するがヒルノダムールの3着に敗れた。次の天皇賞（春）では、3番人気で出走。道中は後方待機、直線で大外から先団を強襲するも、またもヒルノダムールの2着に敗れる。宝塚記念では主戦の内田博幸が落馬負傷のため安藤勝己に乗り替わり、中団追走から直線で馬場の内から迫るがアーネストリーの3着に敗れた。
秋はステップレースを使わず鞍上にクリストフ・ルメールを迎えて天皇賞（秋）に3番人気で出走。3・4番手追走から直線でいったんは先頭に立ったが伸びを欠き6着に終わる。次のジャパンカップは後方追走も伸びきれず8着に敗れた。有馬記念では好位から直線で渋太く脚を伸ばしオルフェーヴルの2着となった。

### 2012年

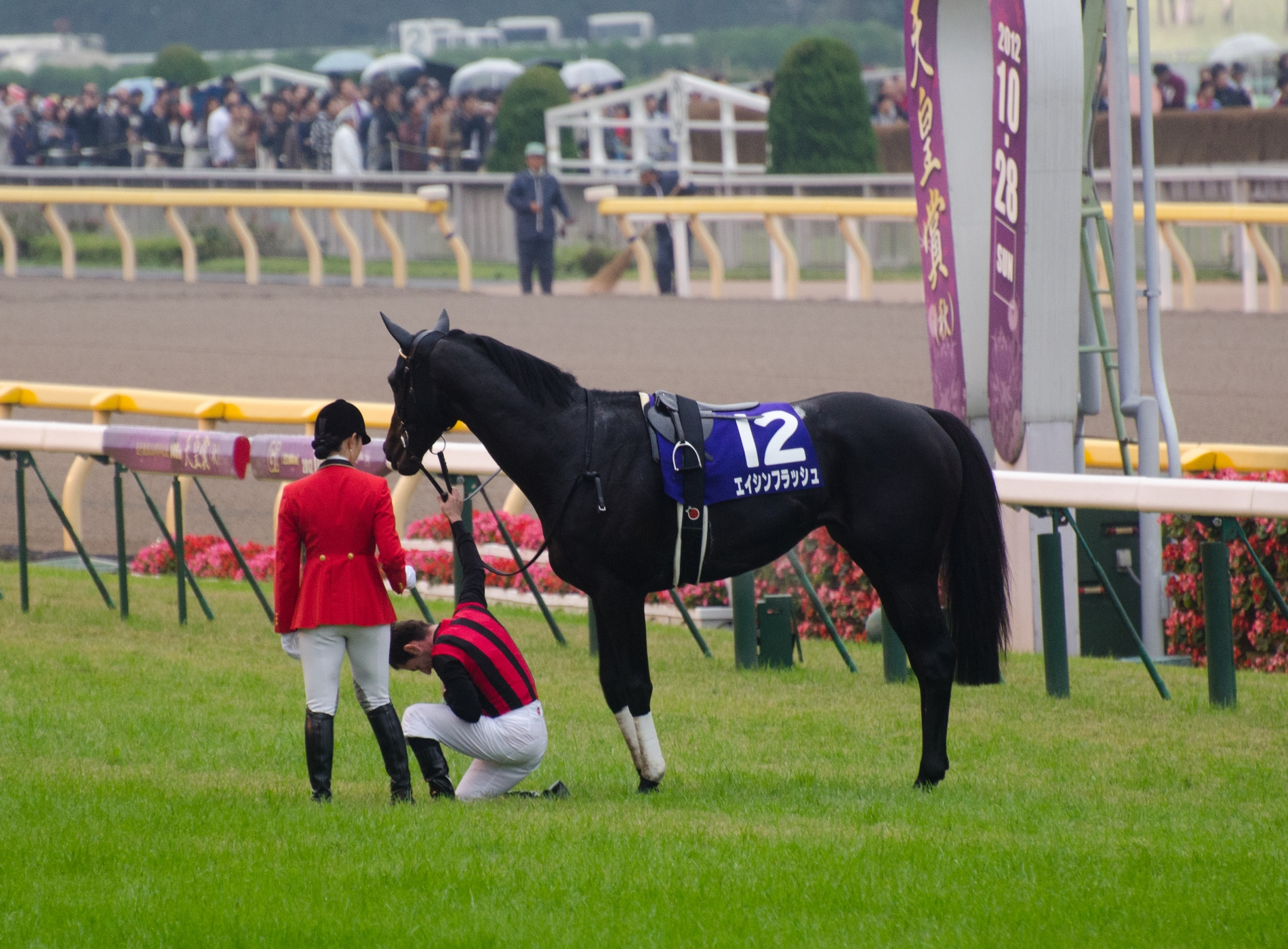
2012年の天皇賞（秋）において1着入線後、本馬場において下馬しレースを天覧した天皇と皇后に最敬礼するミルコ・デムーロ

トランセンド、スマートファルコンと共に、3月31日のドバイワールドカップに出走。道中中団内めを追走も直線で伸びきれず日本馬最先着の6着に敗れた。海外遠征明け初戦となった宝塚記念では再び鞍上に内田博幸を迎え、調教での動きも良かったことから4番人気で出走したが、道中かかる仕草を見せるなどして直線で伸びきれず、5着馬から5馬身も離された6着に敗れた。その後、秋初戦の毎日王冠は宝塚記念同様不本意なレースとなったものの、2005年以来7年ぶりとなる天覧競馬となった天皇賞（秋）にミルコ・デムーロを迎えて出走すると、シルポートが大逃げを図るハイペースの中、残り300ｍ辺りから内ラチ沿いを鋭く伸び、フェノーメノの追撃を抑えて1/2馬身差で、東京優駿以来13戦ぶり、約2年5ヶ月ぶりとなる勝利を2度目のGI制覇で果たした。競走終了後、デムーロはウイニングランの後、エイシンフラッシュをメインスタンドへ向かわせていったん下馬し、ヘルメットを脱ぎ、競走を天覧した明仁天皇と皇后美智子(当時)にひざまずいて最敬礼した。
有馬記念はレース当日にデムーロの尿管結石により三浦皇成へと乗り替わり、最後の直線で抜け出し勝ちそうな脚色も見せたものの残り約50mで交わされ4着に敗れた。

### 2013年
3月2日、平井豊光が死去したため、次男の平井克彦が馬主を引き継いだ。3月31日の大阪杯で始動。中団追走から直線で懸命に猛追するがオルフェーヴルの3着に敗れた。この後、天皇賞には出走せずに香港へ遠征したエイシンフラッシュは、4月29日に行われたクイーンエリザベス2世カップにミルコ・デムーロとのコンビで出走。道中は後方に位置し、直線で内を突いて猛然と追い込んできたが、勝ったミリタリーアタックから1馬身4分の3離れた3着に終わった。約5ヶ月半の休み明けとなった毎日王冠では逃げるクラレントをかわし優勝した。しかし連覇を狙った天皇賞（秋）は内から抜け出すことができず3着に敗れた。ジャパンカップは逃げ馬不在で押し出される形で1000m通過62秒4のスローペースで逃げたが、直線では後続馬に飲み込まれ10着に敗れた。続く有馬記念が引退レースとなる予定だったが、12月19日に歩様に乱れがあったことから回避し、そのまま引退することになり、12月23日、中山競馬場にて引退式が行われた。当初は引退式も中止が発表されていたが、12月20日に予定通り行われることが決まった。

## 種牡馬入り後
引退後は社台スタリオンステーションで種牡馬となった。
2018年12月、社台スタリオンステーションからレックススタッドに移動した。
2022年の京成杯でオニャンコポンが産駒中央重賞初制覇（同レース父子制覇）。また、同年のジャパンカップでヴェラアズールが、産駒初のGI制覇を果たした。
2023年の小倉サマージャンプをテーオーソクラテスが制し、これが産駒初の障害重賞制覇となった。

## 種牡馬成績

### 種付け料の推移
| 年     | 種付料（万円） | 増減 | 種付頭数 | 出産頭数 |
| ------ | -------------- | ---- | -------- | -------- |
| 2014年 | 150            | -    | 204      | 135      |
| 2015年 | 150            | 0    | 200      | 132      |
| 2016年 | 150            | 0    | 196      | 143      |
| 2017年 | 150            | 0    | 144      | 105      |
| 2018年 | 150            | 0    | 93       | 63       |
| 2019年 | 100            | 50   | 67       | 39       |
| 2020年 | 80             | 20   | 46       | 31       |
| 2021年 | 80             | 0    | 42       | 31       |
| 2022年 | 80             | 0    | 56       | 36       |
| 2023年 | 80             | 0    | 41       | 18       |
| 2024年 | 80             | 0    | 15       |          |
| 2025年 | 50             | 30   |          |          |

### 主な産駒
太字はGI競走を示す

#### グレード制重賞勝利馬
- 2017年産
  - ヴェラアズール（2022年京都大賞典、ジャパンカップ）[32]
  - テーオーソクラテス（2023年小倉サマージャンプ）[33]
- 2019年産
  - オニャンコポン（2022年京成杯）[34]

#### 地方重賞勝利馬
- 2015年産
  - ライトストーリー（2018年背振山賞）[35]
- 2016年産
  - ジェイケイブラック（2022年北上川大賞典）[36]
- 2017年産
  - ガミラスジャクソン（2020年ゴールドジュニア）[37]
- 2019年産
  - ムーンオブザクイン（2021年九州ジュニアチャンピオン、2022年飛燕賞）[38]
- 2022年産
  - ラヴェイ（2024年金杯）[39]

## 競走成績
以下の内容は、JBISサーチ、netkeiba.com、エミレーツ競馬協会および香港ジョッキークラブの情報に基づく。
| 競走日     | 競馬場   | 競走名        | 格      | 距離（馬場）  | 頭 数 | 枠 番 | 馬 番 | オッズ （人気） | 着順 | タイム （上り3F） | 着差  | 騎手        | 斤量 [kg] | 1着馬（2着馬）         | 馬体重 [kg] |
| ---------- | -------- | ------------- | ------- | ------------- | ----- | ----- | ----- | --------------- | ---- | ----------------- | ----- | ----------- | --------- | ---------------------- | ----------- |
| 2009.07.12 | 阪神     | 2歳新馬       |         | 芝1800m（良） | 15    | 7     | 13    | 012.40（5人）   | 06着 | R1:49.3（34.4）   | -0.5  | 0福永祐一   | 54        | マイネアロマ           | 496         |
| 0000.10.11 | 京都     | 2歳未勝利     |         | 芝2000m（良） | 12    | 7     | 10    | 003.60（2人）   | 01着 | R2:02.2（34.9）   | -0.0  | 0内田博幸   | 55        | （レッドスパークル）   | 488         |
| 0000.10.31 | 京都     | 萩S           | OP      | 芝1800m（良） | 10    | 5     | 5     | 009.90（3人）   | 03着 | R1:47.2（35.7）   | -0.5  | 0福永祐一   | 55        | コスモファントム       | 486         |
| 0000.12.13 | 阪神     | エリカ賞      | 500万下 | 芝2000m（良） | 8     | 2     | 2     | 002.70（1人）   | 01着 | R2:05.3（34.4）   | -0.0  | 0内田博幸   | 55        | （ブルーミングアレー） | 492         |
| 2010.01.17 | 中山     | 京成杯        | GIII    | 芝2000m（良） | 13    | 8     | 13    | 002.20（1人）   | 01着 | R2:03.6（34.9）   | -0.0  | 0横山典弘   | 56        | （アドマイヤテンクウ） | 492         |
| 0000.04.18 | 中山     | 皐月賞        | GI      | 芝2000m（稍） | 18    | 6     | 11    | 040.0（11人）   | 03着 | R2:01.0（35.2）   | -0.2  | 0内田博幸   | 57        | ヴィクトワールピサ     | 488         |
| 0000.05.30 | 東京     | 東京優駿      | GI      | 芝2400m（良） | 17    | 1     | 1     | 031.90（7人）   | 01着 | R2:26.9（32.7）   | -0.0  | 0内田博幸   | 57        | （ローズキングダム）   | 486         |
| 0000.09.26 | 阪神     | 神戸新聞杯    | GII     | 芝2400m（良） | 12    | 5     | 5     | 001.90（1人）   | 02着 | R2:25.9（33.3）   | -0.0  | 0内田博幸   | 56        | ローズキングダム       | 486         |
| 0000.11.28 | 東京     | ジャパンC     | GI      | 芝2400m（良） | 18    | 5     | 10    | 012.30（5人）   | 08着 | R2:25.6（34.8）   | -0.4  | 0内田博幸   | 55        | ローズキングダム       | 488         |
| 0000.12.26 | 中山     | 有馬記念      | GI      | 芝2500m（良） | 15    | 5     | 10    | 012.60（5人）   | 07着 | R2:33.0（34.2）   | -0.4  | 0内田博幸   | 55        | ヴィクトワールピサ     | 488         |
| 2011.04.03 | 阪神     | 産経大阪杯    | GII     | 芝2000m（良） | 15    | 8     | 15    | 004.80（3人）   | 03着 | R1:57.8（34.1）   | -0.0  | 0内田博幸   | 59        | ヒルノダムール         | 492         |
| 0000.05.01 | 京都     | 0天皇賞（春） | GI      | 芝3200m（稍） | 18    | 7     | 15    | 007.10（3人）   | 02着 | R3:20.7（35.2）   | -0.1  | 0内田博幸   | 58        | ヒルノダムール         | 490         |
| 0000.06.26 | 阪神     | 宝塚記念      | GI      | 芝2200m（良） | 16    | 2     | 4     | 005.60（3人）   | 03着 | R2:10.3（34.7）   | -0.2  | 0安藤勝己   | 58        | アーネストリー         | 494         |
| 0000.10.30 | 東京     | 0天皇賞（秋） | GI      | 芝2000m（良） | 18    | 2     | 4     | 005.90（3人）   | 06着 | R1:56.8（35.7）   | -0.7  | 0C.ルメール | 58        | トーセンジョーダン     | 490         |
| 0000.11.27 | 東京     | ジャパンC     | GI      | 芝2400m（良） | 16    | 8     | 15    | 011.30（5人）   | 08着 | R2:24.9（34.4）   | -0.7  | 0池添謙一   | 57        | ブエナビスタ           | 492         |
| 0000.12.25 | 中山     | 有馬記念      | GI      | 芝2500m（良） | 13    | 4     | 5     | 026.80（7人）   | 02着 | R2:36.1（33.6）   | -0.1  | 0C.ルメール | 57        | オルフェーヴル         | 488         |
| 2012.03.31 | メイダン | ドバイWC      | G1      | AW2000m（St） | 14    | -     | 2     | -               | 06着 | -                 | -     | 0C.ルメール | 57        | Monterosso             | 計不        |
| 0000.06.24 | 阪神     | 宝塚記念      | GI      | 芝2200m（良） | 16    | 3     | 6     | 008.30（4人）   | 06着 | R2:12.5（36.4）   | -1.6  | 0内田博幸   | 58        | オルフェーヴル         | 488         |
| 0000.10.07 | 東京     | 毎日王冠      | GII     | 芝1800m（良） | 16    | 7     | 13    | 004.40（2人）   | 09着 | R1:45.6（33.8）   | -0.6  | 0内田博幸   | 57        | カレンブラックヒル     | 494         |
| 0000.10.28 | 東京     | 0天皇賞（秋） | GI      | 芝2000m（良） | 18    | 6     | 12    | 016.60（5人）   | 01着 | R1:57.3（33.1）   | -0.1  | 0M.デムーロ | 58        | （フェノーメノ）       | 486         |
| 0000.11.25 | 東京     | ジャパンC     | GI      | 芝2400m（良） | 17    | 4     | 8     | 013.90（5人）   | 09着 | R2:24.1（33.7）   | -1.0  | 0C.ルメール | 57        | ジェンティルドンナ     | 488         |
| 0000.12.23 | 中山     | 有馬記念      | GI      | 芝2500m（良） | 16    | 1     | 2     | 010.00（3人）   | 04着 | R2:32.4（35.8）   | -0.5  | 0三浦皇成   | 57        | ゴールドシップ         | 488         |
| 2013.03.31 | 阪神     | 産経大阪杯    | GII     | 芝2000m（良） | 14    | 5     | 7     | 012.60（5人）   | 03着 | R1:59.1（33.5）   | -0.1  | 0C.デムーロ | 58        | オルフェーヴル         | 492         |
| 0000.04.28 | 沙田     | QE2世C        | G1      | 芝2000m（良） | 14    | 14    | 13    | 011.00（4人）   | 03着 | R2:02.42          | -0.27 | 0M.デムーロ | 57        | Military Attack        | 482         |
| 0000.10.06 | 東京     | 毎日王冠      | GII     | 芝1800m（良） | 11    | 6     | 6     | 007.90（4人）   | 01着 | R1:46.7（32.8）   | -0.1  | 0福永祐一   | 58        | （ジャスタウェイ）     | 484         |
| 0000.10.27 | 東京     | 0天皇賞（秋） | GI      | 芝2000m（良） | 17    | 3     | 6     | 004.70（3人）   | 03着 | R1:58.5（35.5）   | -1.0  | 0M.デムーロ | 58        | ジャスタウェイ         | 488         |
| 0000.11.24 | 東京     | ジャパンC     | GI      | 芝2400m（良） | 17    | 2     | 4     | 004.90（3人）   | 10着 | R2:26.6（34.6）   | -0.7  | 0M.デムーロ | 57        | ジェンティルドンナ     | 490         |

- 馬場状態：St=Standard
- 海外の競走の「枠番」欄にはゲート番を記載
- 香港のオッズ・人気は現地主催者発表のもの（日本式のオッズ表記とした）

## 血統表
| エイシンフラッシュの血統                     | エイシンフラッシュの血統                    | エイシンフラッシュの血統 | （血統表の出典） | （血統表の出典） |
| 父系                                         | キングマンボ系                              | キングマンボ系           | キングマンボ系   | [ § 2 ]          |
| 父 *キングズベスト 1997 鹿毛 アメリカ        | 父の父Kingmambo 1990 鹿毛 アメリカ          | Mr. Prospector           | Raise a Native   | Raise a Native   |
| 父 *キングズベスト 1997 鹿毛 アメリカ        | 父の父Kingmambo 1990 鹿毛 アメリカ          | Mr. Prospector           | Gold Digger      |                  |
| 父 *キングズベスト 1997 鹿毛 アメリカ        | 父の父Kingmambo 1990 鹿毛 アメリカ          | Miesque                  | Nureyev          | Nureyev          |
| 父 *キングズベスト 1997 鹿毛 アメリカ        | 父の父Kingmambo 1990 鹿毛 アメリカ          | Miesque                  | Pasadoble        |                  |
| 父 *キングズベスト 1997 鹿毛 アメリカ        | 父の母Allegretta 1978 栗毛 イギリス         | Lombard                  | Agio             | Agio             |
| 父 *キングズベスト 1997 鹿毛 アメリカ        | 父の母Allegretta 1978 栗毛 イギリス         | Lombard                  | Promised Lady    |                  |
| 父 *キングズベスト 1997 鹿毛 アメリカ        | 父の母Allegretta 1978 栗毛 イギリス         | Anatevka                 | Espresso         | Espresso         |
| 父 *キングズベスト 1997 鹿毛 アメリカ        | 父の母Allegretta 1978 栗毛 イギリス         | Anatevka                 | Almyra           |                  |
| 母 *ムーンレディ Moonlady 1997 黒鹿毛 ドイツ | 母の父Platini 1989 栗毛 西ドイツ            | Surumu                   | Literat          | Literat          |
| 母 *ムーンレディ Moonlady 1997 黒鹿毛 ドイツ | 母の父Platini 1989 栗毛 西ドイツ            | Surumu                   | Surama           |                  |
| 母 *ムーンレディ Moonlady 1997 黒鹿毛 ドイツ | 母の父Platini 1989 栗毛 西ドイツ            | Prairie Darling          | Stanford         | Stanford         |
| 母 *ムーンレディ Moonlady 1997 黒鹿毛 ドイツ | 母の父Platini 1989 栗毛 西ドイツ            | Prairie Darling          | Prairie Belle    |                  |
| 母 *ムーンレディ Moonlady 1997 黒鹿毛 ドイツ | 母の母Midnight Fever 1991 鹿毛 アイルランド | Sure Blade               | Kris             | Kris             |
| 母 *ムーンレディ Moonlady 1997 黒鹿毛 ドイツ | 母の母Midnight Fever 1991 鹿毛 アイルランド | Sure Blade               | Double Lock      |                  |
| 母 *ムーンレディ Moonlady 1997 黒鹿毛 ドイツ | 母の母Midnight Fever 1991 鹿毛 アイルランド | Majoritat                | Konigsstuhl      | Konigsstuhl      |
| 母 *ムーンレディ Moonlady 1997 黒鹿毛 ドイツ | 母の母Midnight Fever 1991 鹿毛 アイルランド | Majoritat                | Monacchia        |                  |
| 母系(F-No.)                                  | (FN:8-a)                                    | (FN:8-a)                 | (FN:8-a)         | [ § 3 ]          |
| 5代内の近親交配                              | Birkhahn 5×5                                | Birkhahn 5×5             | Birkhahn 5×5     | [ § 4 ]          |
| 出典                                         | 1. 2. 3. 4.                                 | 1. 2. 3. 4.              | 1. 2. 3. 4.      | 1. 2. 3. 4.      |

- 父キングズベストはイギリス2000ギニーの勝ち馬。詳細は同馬の項目参照。
- 母ムーンレディはドイツで生産・調教され、ドイツセントレジャーなど重賞4勝。
- 母の父Platiniもドイツで生産・調教された。ミラノ大賞典の勝ち馬で、1993年のジャパンカップではレガシーワールドの4着。
- 父の母系、母の父および母の母系がドイツの土着血統で、東西両独のダービーを制したBirkhahnのインブリードを持つなど、非常にドイツ色の濃い血統構成となっている。